# Socapalm
La Socapalm ou Société Camerounaise de Palmeraies est une société agro-industrielle du Cameroun. Plus importante entreprise de production d'huile de palme du pays, selon Socfin, elle produit en 2020 près de 51 % de l’huile de palme du Cameroun (pays qui doit encore importer environ 50 % de l'huile végétale qui y est consommée).
Le groupe Socapalm avait en 2010 3 200 salariés, 2 338 planteurs sous-traitants qui auraient eux-mêmes 3 000 ouvriers agricoles. Au total, près de 30 000 personnes seraient dépendantes de Socaplam.

Le groupe est une filiale de SOCFIN qui est son principal détenteur (remarque : avant janvier 2011, la SOCFIN était baptisée Socfinal (pour Société Financière Luxembourgeoise SA).
Selon Socfin, en 2020 la Socfinaf détient 67,46 % des actions de la Socapalm, et l'État camerounais en détient 22,36 %. Selon le journal Le Monde (2017) la Socapalm appartient majoritairement à la Socfin, société elle-même détenue pour un peu plus de 50 % par le Belge Hubert Fabri, et à près de 39 % par le groupe de Vincent Bolloré.

## Employés
Au 31 décembre 2019, la Socapalm faisait travailler 2 244 employés « directs » (dont 441 femmes) et 1 564 employés sous-traitants et 1 389 intérimaires. plusieurs Syndicats représentent les employés de la SOCAPALM : la Confédération des Syndicats Autonomes du Cameroun (CSAC) ; l'Union des Syndicats Libres du Cameroun (USLC) ; la Confédération Syndicale des Travailleurs du Cameroun (CSTC) ; et la Confédération Générale du Travail (CGT-LC).

## Riverains
Diverses ONG internationale, ou camerounaise (ex : Synergie Nationale des Paysans et Riverains du Cameroun ou SYNAPARCAM) sont également observatrices ou parties prenantes dans certaines négociations et autres démarches (notamment de rétrocession des terres non reprises au bail emphytéotique, conformément à l’Avenant No 1 du 30 août 2005 au Bail). Un magazine dénommé Trait d’Union est édité. Il se veut à la fois au service des riverains et des travailleurs de la SOCAPALM, en lien avec le site Web PalmEspoir, créé pour que le palmier à huile soit « source de paix, source d’énergie, source de vie pour les populations », dans le respect de l’environnement, des syndicats, des riverains et petits producteurs, avec un meilleur dialogue avec la Socapalm, ses actionnaires, et l'administration, via notamment les plates-formes de dialogue destinées aux échanges entre parties prenantes.

## Actifs et production
Selon une évaluation de 2010, elle gérait quelque 78 529 hectares de plantations de palmiers à huile, répartis dans les provinces du Littoral, du Sud et du Centre ; sur sept principaux sites de plantation :
1. à Douala (Direction Générale et administrative) ;
2. la plantation de Mbongo[6] (crée en 1969)[10] ;
3. la plantation d'Edéa[6] ;
4. la plantation de Mbambou dans la Sanaga-Maritime[6] (1974)[10] ;
5. la plantation d'Eséka dans le Nyong et Kelle[6] (1970)[10] ;
6. la plantation de Dibombari dans le Moungo[6] (1974)[10] ;
7. la plantation de Kienke dans l'Océan[6] (1978)[10].

S'y ajoutent plus de 5 000 hectares achetés avec la « Société des Palmeraies de la Ferme Suisse » (SPFS)
32 500 hectares sont directement exploités et 18 265 autres hectares le sont par des plantations familiales dont la production doit théoriquement et contractuellement être rachetée par les usines de la Socapalm.
En 2008, la Socapalm entre en bourse et semble à l'occasion avoir décidé de se diversifier dans les agrocarburants (biodiesel à base d'huile de palme) d'une part, et dans l'hévéaculture d'autre part, même si la récolte de latex devra attendre quelques années, le temps que les hévéas soient assez grands (dix ans plus tard, l'huile sera encore l'essentiel de la production du groupe ; avec en 2019 140 349 t d'huile de palme produites, soit un quasi-triplement en 20 ans, alors que le nombre d'hectares du bail s'est réduit).
| Produit | Huile de palme                      | latex d’hévéa                    |
| ------- | ----------------------------------- | -------------------------------- |
| 1980    | 23 000 t sur 18 000 ha (en propre)  | (...)                            |
| 1990    | 57 800 t                            | (...)                            |
| 2001    | 51 000 t                            |                                  |
| 2010    | 18 265 ha (en propre)               | (...)                            |
| 2019    | 140 349 t sur 32 584 ha (en propre) | 2 442 t sur 2 067 ha (en propre) |

## Histoire
Avant l'arrivée des colons et l'installation de la SOCAPALM, cette région du sud-ouest de l'actuel Cameroun était une forêt pluviale de type guinéo-congolais, hot-spot de biodiversité. Elle était habitée par :
- des Bantous, paysans-chasseurs/pêcheurs
- des communautés de pygmées Gyele (ou Bagyeli) vivant principalement dans la région de Kienké[13], dont il reste 3 000 à 5 000 individus, selon les sources. Bagyeli chasseurs-cueilleurs.

Ces deux ethnie dépendaient fortement, bien qu'à des degrés différents, des ressources forestières et hydriques pour s'alimenter, se soigner et pour leur spiritualité.

### Période coloniale
Sous le protectorat allemand comme sous la tutelle française, le Cameroun a été choisi pour développer des plantations industrielles de palmier à huile. Pour cela, plusieurs populations villageoises ou de la forêt ont dû être déplacées.
Les colons allemands ont accaparé des terres, tout en conservant des réserves domaniales où reloger et nourrir les populations déplacées et leurs descendants. Sous la tutelle française du pays, les plantations allemandes ont été reprises et exploitées de manière dispersée par des particuliers.

### Années 1950
Au début des années 1950, la Socfinol développe un nouveau modèle commercial, en fournissant des plants de palmiers aux villageois, puis en rachetant ensuite leur production, tout en construisant des routes et puits qui désenclavent des communautés auparavant isolées.
Localement, des populations, réclamant néanmoins une restitution des terres dont elles ont été spoliées quelques décennies plus tôt (ex la communauté Bomono-Ba-Mbengue demandant la restitution de 280 ha de palmeraies laissés par le syndicat de la culture d’huile de palme (syndicat Furoelpalmen-Kultur (S.o.K) à la fin du bail contracté le 6 mars 1912.

### Années 1960 et années 1970
Le 1er janvier 1960, le Cameroun devient indépendant.
En 1963, le gouvernement, avec l'aide de la Banque mondiale lance un programme de développement de palmeraies à huile et d'huileries visant à lancer au Cameroun une production industrielle d'huile de palme (et du latex pour le caoutchouc).
En 1968, la Socapalm est créée le 23 novembre, par décret présidentiel pour mettre en œuvre le plan gouvernemental, ce qui est fait assez rapidement, avec environ 18 000 ha plantés et 4 500 emplois créés en 12 ans (de 1968 à 1980).
L'entreprise, alors sous tutelle du Ministère du plan et du territoire, est financée par des fonds de l'État et via des prêts accordés au gouvernement par la BIRD, la Caisse Centrale de Développement et la Banque européenne d'investissement. Son capital initial qui était de 810 500 000 FCFa, passe à 6 120 000 000 FCFa le 26 janvier 1979 ; il est réparti comme suit :
- État du Cameroun : 45,45 % ;
- Office national de commercialisation des produits de base (oNCpB) : 46,7 % ;
- Société nationale d'investissement du Cameroun (SNI) : 7,84 %

### Années 1980
Le Cameroun subit une crise économique qui affaiblit la SOCAPALM et toutes les autres grandes agro-industries introduites dans la région durant la période coloniale.
En 1986-1987, le groupe affronte une chute brutale des cours mondiaux de l'huile de palme.
En 1988 : des contrats de performances signés avec l'État camerounais (premier pourvoyeur de fonds) conduit la Socapalm à supprimer 11 % de son personnel, et à diminuer les avantages de ceux qui restent, tout en sous-traitant plus de travaux, etc. ; 
La région subit en outre une crise ethno-régionale et des conflits armés touchent les régions du Nord-Ouest et du Sud-Ouest du pays.
Des études quantitatives et qualitatives basées sur des analyses géospatiales et des enquêtes de terrain, montrent que cette crise a été source de destruction d'une grande partie des infrastructures socio-économiques, d'appauvrissement des communautés et d'un déclin de l'entretien de la plantation.
Aux salaires bas et irréguliers, s'ajoutent des négligence dans la rénovation des maisons et infrastructures des camp d'ouvriers, aggravant la spirale de l'appauvrissement et de la baisse de la production dans une région où par ailleurs la population a été en grande partie privée de ses anciennes ressources (foncières, agroforestières, en plante médicinales notamment) par les monocultures dépendent désormais des salaires de l'agro-industrie pour sa survie.

### Années 1990
En 1993 : une nouvelle unité de fractionnement (Mula Palm) et crée à Nkapa.
Selon l'association Sherpa et Samuel Nguiffo (avocat et directeur de l'ONG Centre pour l'environnement et le développement) : depuis les années 1980, la pression des programmes d’ajustement structurel du FMI et de la Banque Mondiale s'exercent au Cameroun au détriment des missions sociales initialement confiées à la Socapalm (missions qui devaient en quelque sorte compenser les pertes de foncier agricole et forestier pour les communautés locales).

L'ancien Ministre de l'agriculture du pays devient le nouveau Directeur Général de la Socapalm et il est chargé de lancer une importante restructuration (suppression de 37 % des effectifs) et de préparer une privatisation la société.

### Année 2000-2010
En 2000, la privatisation est officialisée, à Yaoundé par une convention de cession (pour 21 milliards de fCFA) des 90 % d'actions détenues par l'État.
L'opération se fait au profit de Palmcam, un groupement d'intérêts nationaux et étrangers, l'État ne conservant que 10 % des parts, en garantie des terres exploitées.
L'État accorde à Palmcam un bail emphytéotique avantageux de 60 ans pour 78 529 ha, mais assorti à des engagements :

Les alinéas g et h de ce bail stipulent que l'entreprise s'engage :
- alinéa g) - à veiller, lors des extensions des plantations, à prendre en considération les exigences de la protection de l'environnement et associer les institutions nationales compétentes aux études y relatives qu'il initiera,
- alinéa h) - à ne pas replanter sur les parcelles d'une superficie totale de 250 hectares situées autour des communautés villageoises sans qu'au préalable l'Administration ait distrait toute parcelle pressentie comme espace vital. La superficie exacte de chacune des parcelles concernées sera déterminée par l'Administration et le Preneur. L'Administration désignera dans chaque cas la communauté villageoise bénéficiaire.

La convention contient une délégation de service public imposant au repreneur de poursuivre les missions de service public connexes à l'activité de l'ancienne entreprise d'État ; la convention dispose que :
- alinéa 8.4.1 - le Repreneur se porte fort de manière ferme et inconditionnelle :

- à poursuivre l'exécution de toutes les missions de service public assurées par la SOCAPALM à la date de signature des présentes, au maximum dans les conditions et niveaux actuels.
- à continuer et à faire assumer la charge financière correspondante
- alinéa 8.4.2. - ces engagements sont pris notamment dans les domaines suivants :

- la mission de service public en matière de santé, d'éducation et de logement
- l'appui au développement et à la vulgarisation agricole du palmier à huile. Dans ce volet, le repreneur s'engage en particulier à formuler périodiquement des propositions d'extension des plantations villageoises.
- la collecte et l'achat de l'ensemble des productions des plantations villageoises dans un rayon de 60 km autour des plantations SOCAPALM.
- l'entretien des infrastructures routières de SOCAPALM et l'appui logistique en matière de sécurité.
(dans les 20 ans qui suivent, de nombreux villageois, riverains des plantations et ONG reprocheront à la Socapalm de ne pas avoir respecté ces engagements)
Début juillet 2000, Palmcam prend possession de l'entreprise. Sa nouvelle équipe met en œuvre une restructuration administrative, comptable, technique et agroindustrielle. Un plan de régénération des plantations débute en 2004, visant 500 à 1 000 ha/an rénovés, c'est-à-dire replantés. Greenpeace reprochera notamment à l'entreprise (et plus généralement à Socfin) d'en avoir profité pour encore s'étendre (par exemple près de Kribi) sur les zones humides ou « bas fonds » « aux dépens des communautés locales et des corridors naturels » en plantant grâce à de nouvelles techniques sur des zones de pente, de ravins, sur des sols pauvres ou de marais autrefois inaccessibles, sur des zones qui jouaient le rôle de « refuge » pour la faune (source de viande de brousse et de poisson) et la flore, voire de corridors biologiques.
Divers médias, dont par exemple Mediapart, notent qu'après sa privatisation, l'entreprise entre dans le giron du groupe SOCFIN par l'intermédiaire d'INTERCULTURES (devenue « SOCFINAF SA » en janvier 2011), Socfin étant contrôlé à près de 40 % par le groupe français Bolloré et pour le reste par deux familles du groupe Rivaud (qui sera repris par Bolloré en 1995), Fabri et de Ribes. Socfin, Socfinaf et Socfinasia sont trois sociétés basées dans le Paradis fiscal du Luxembourg (cotées à la Bourse de Luxembourg) qui gèrent des participations axées sur l'exploitation de plus de 192 500 hectares de plantations tropicales de palmiers à huile et d'hévéas (en Afrique et en Asie du Sud-Est).
En 2005, après un travail entamé en 2003 avec le Ministère camerounais de l'Économie et des Finances, le Ministère des Domaines et des Affaires Foncières, le Ministère de l'Agriculture et le Ministère de l'Urbanisme et de l'Habitat, « pour diverses raisons dont [selon la Socapalm], des occupations par des tiers, l'identification de terres non propices à la culture du palmier, l'emprise de routes, du chemin de fer et de lignes électriques, etc. ; il a été procédé à une révision du bail (...) et une surface de 20 785 ha a ainsi été restituée à l'État du Cameroun. À l'issue de cette opération la concession a donc été ramenée de 78 529 à 58 063 ha ». Un avenant au bail emphytéotique, daté du 30 août 2005, précise que des terres doivent être rétrocédés aux communautés villageoises : « des terrains à rétrocéder aux collecvités décentralisées pour des besoins d'urbanisation, des terrains inappropriés à la culture du palmier à huile (marécages, mangrove et relief accidenté), des terrains contenant des infrastructures publiques ». En 2005, l'unité de fractionnement Mula Palm de Nkapa (construite en 1993) est fermée.
Mi-2006 : une « Société Civile d'Investissement du Palmier » (Socipalm) est créée pour l'actionnariat salarié, puis en 2007 une villagisation de la plantation d'Eséka (environ 2 600 ha) se fait via une sous-location de toutes les parcelles de la plantation aux élites et populations du Nyong et Kelle.
En 2007, au Burkina Faso, lors d'une conférence internationale sur les biocarburants Jean-Marie Libert (responsable du projet biocarburant de la Socapalm) dit « Nous voulons explorer les différentes pistes que peuvent offrir l'huile de palme et ses dérivés comme sources énergétiques, et y impliquer les pays africains en les amenant à jouer un rôle dans l'élaboration des produits offrant une alternative écologique et économique au gasoil ». Des essais de production de biodiesel auraient déjà été faits (depuis 2005 au moins) par la Socapalm et ses deux sociétés-sœurs, la Safacam et la Ferme suisse. Le projet n'est pas officialisé, et il est « critiqué par la société civile qui y voit une menace de plus contre la sécurité alimentaire ».
Le 7 avril 2009, la SOCAPALM introduit à la bourse de Douala) 20,31 % de son capital en Bourse, et entame la construction d'une nouvelle huilerie à Mbambou, ainsi qu'une fusion partielle avec la « Société des palmeraies de la ferme Suisse » basée à Edéa dans la Sanaga-Maritime, en cours de modernisation depuis 2004, et dont la marque phare est Palm'Or.

### Années 2010
En 2010, la plantation d'Edéa (ancienne « Palmeraie domaniale d'Edea » / « Plantation de la ferme suisse ») est achetée par la Socapalm, et le partenariat avec la banque de développement allemande (DEG) est renouvelé pour quatre ans.
En 2011, la Socapalm réalise sa première saignée d'hévéa.
En 2016, la Socfin est internationalement critiquée par Greenpeace pour « absence criante d'engagement environnemental » et de « nombreux conflits sociaux », et les protestations locales s'étendent à l'Europe, via des manifestations devant le siège suisse de la Socfin, au Luxembourg, puis à la Défense, à l'occasion de l'assemblée générale du groupe Bolloré.
En 2017, le groupe affirme vouloir améliorer sa prise en compte de l'environnement et du social, mais tout en poursuivant Greenpeace pour diffamation. Socfin se fait conseiller par l'ONG The Forest Trust, et fait montre de volonté de transparence en proposant au journal Le Monde d'enquêter sur place ; le reportage dressera un bilan très mitigé de la situation des ouvriers et de l'environnemen,. Selon l'article du Monde (2017), la Socapalm qui a depuis 2015 instauré des réunions tripartites avec les préfectures et les chefs coutumiers, n'est peut être plus en phase avec la jeune génération qui est celle de l'Internet. Selon Dominique Cornet (directeur général de la Socapalm) « supplanter les chefs coutumiers et les notables, ça n'est pas acceptable ! ».
En 2019, selon le groupe, ses six usines ont ensemble produit 140 349 t d'huile de palme brute,.

### Années 2020
Malgré la rétrocession à l'État d'environ 20 000 ha de terres en 2005, les tensions foncières ne sont pas calmées, et la population camerounaise est passée de 3 millions d'habitants environ vers 1960 à huit fois plus 60 ans plus tard.
Un état des lieux, avec bornage de la concession avait été lancé en 2018, en lien avec les services du cadastre et les communautés riveraines (« Cette opération se poursuit mais a connu des ralentissements du fait des nombreux changements opérés au sein de l'administration. Nous espérons pouvoir la finaliser dans le courant de l'année 2021 ») a précisé l'entreprise en 2021.

## Gouvernance
En 2021, le Conseil d'administration est présidé par Michel Noulouwe, assisté de neuf membres, dont quatre personnes morales. Le Directeur Général est Dominique Cornet, en poste depuis le 22 juin 2016.
L'entreprise dispose de 6 usines (huileries) et est répartie au Cameroun sur 6 sites : Dibombari, Mbongo, Mbambou, Eséka, Edéa et Kienké.

## Responsabilité environnementale et sociétale

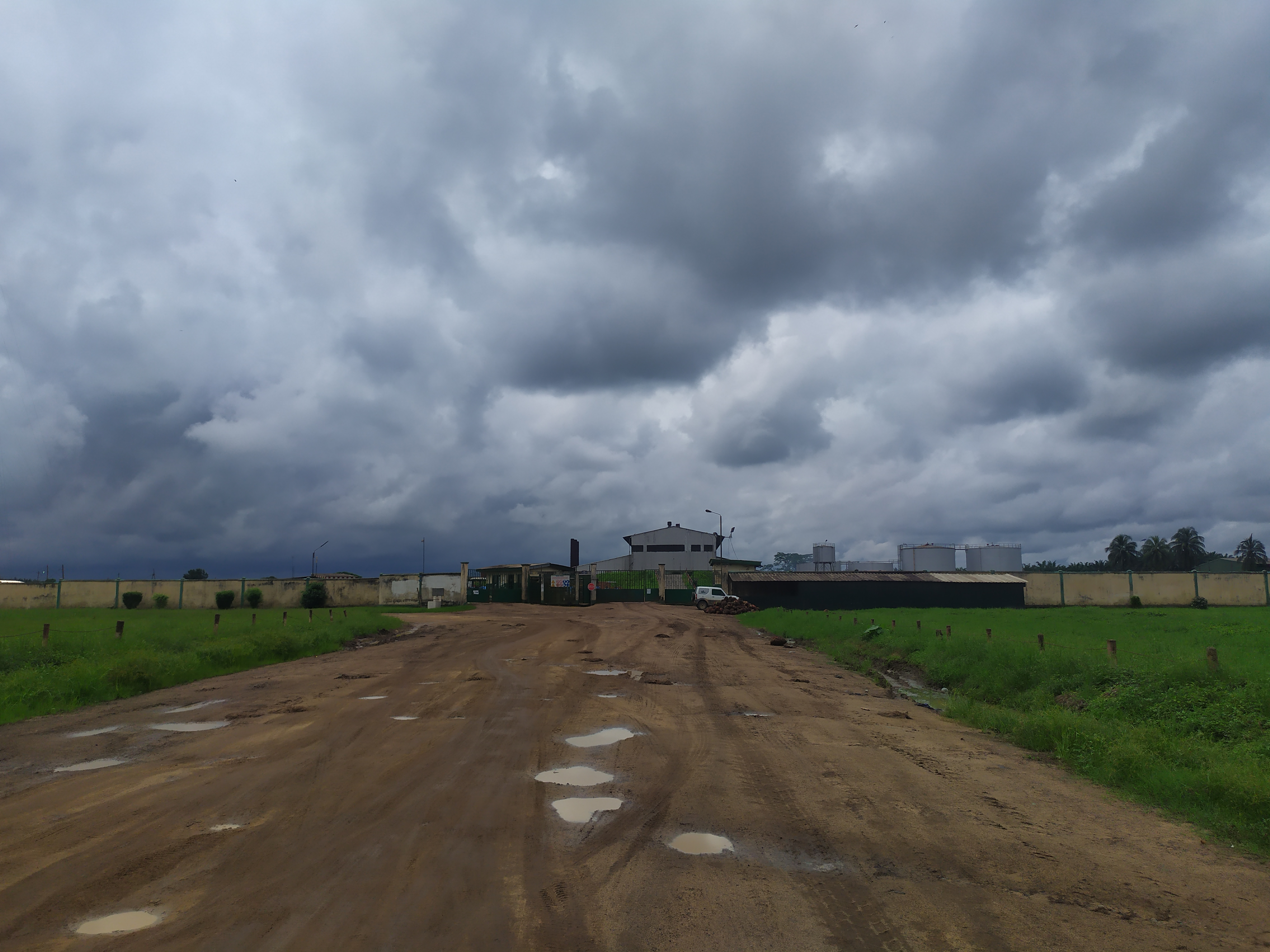
Usine Socapalm Dibombari - Souza

En 2021, de nombreux universitaire et ONG considèrent que la Socapalm a été et reste une source de graves problèmes sociaux et écologiques,,.

### Impacts sociaux et sanitaires
Avant sa privatisation, les confiscations sans compensation de dizaines de milliers d'hectares de terres appartenant coutumièrement aux populations autochtones a privé ces deniers de ressources en eau, en alimentation, en plante médicinales, menaçant leur souveraineté alimentaire (pour les pygmées notamment dont le mode de vie traditionnel dépend exclusivement de la forêt).

Depuis sa privatisation en 2000, Socapalm aurait restitué plus de 21 000 ha à leur propriétaire légitime, l'État amerounais [réf. nécessaire], mais depuis 2000, la Socapalm bénéficie d'un bail emphytéotique de 60 ans attribué par l'État camerounais qui lui loue ses terres a un prix dérisoire, qualifié de "prix d'ami" (604 069 € pour 78 529 ha par an, soit 7,69 €/ha, alors que les paysans cultivant autour des zones agro-industrielles louent ces terres 61 à 154 €/ha/an.
En outre, les produits agrochimiques (pesticides, engrais) utilisés dans les pépinières et les monocultures, ainsi que les rejets de l'usine de Kienké ont pollué l'eau (nappes et cours d'eau avoisinants), au détriment de la santé des communautés qui en dépendant. Les rejets de la SOCAPALM dans les eaux de surface ou de nappe s'ajoutent localement à ceux d'une autres société Hevecam.
Les conditions de vie, de travail et de salaire dans les plantations ont entraîné de multiples grèves et protestations dénonçant notamment les baraquements et latrines collectives insalubres, le manque d'accès régulier à l'eau et à l'électricité, les bas salaires (environ 7,6 euro par jour)[réf. nécessaire].
Depuis 2008, Socapalm affirme rénover ses villages et infrastructures (électrification, adduction d'eau potable, rénovation des infirmeries et création de nouvelles écoles) pour atteindre des standards supérieurs à ceux habituellement rencontrés au Cameroun (mais l'indice de développement humain du pays le plaçait en 2017 au 150e rang mondial. Ces rénovations attiseraient la convoitise des riverains qui souhaiteraient que la Socapalm puissent leur offrir des prestations identiques à celles des employés de l'entreprise bien que ces mêmes riverains bénéficient de l'électrification, des écoles et d'un accès à l'eau potable offerts par Socapalm[réf. nécessaire]. Une usine neuve et des villages neufs ont été construits.[source insuffisante]
La pénibilité du travail en plantation est élevée (les régimes de noix sont lourds, doivent être décrochés en hauteur, et transportés). Les principales maladies déclarées dans les plantions sont le paludisme, des infections respiratoires aiguës, troubles musculo-squelettiques et gastro-entérite, mais on sait que le VIH est très présent dans le pays, et que les centres de soins locaux manquent souvent d'antiretrovirus (fournis par le gouvernement). En 2008, la SOCAPALM a signé un partenariat d'investissements en matière de santé (VIH/SIDA) et éducation, sur 3 ans, avec la Banque de développement allemande (Deutsche Investitions-und Entwicklungsgesellschaft, ou DEG).

Les industriels ont installé, pour leurs ouvriers et leurs familles et communauté, des écoles (primaires et secondaires), des centres de soins, des camps de travailleurs et ont apporté des services de base (eau, groupe électrogène, réseau électrique...) mais le contexte de violence fait que [dans la région de Fako, à titre d'exemple] « de nombreuses écoles ont été désertées, fermées ou incendiées par des combattants séparatistes luttant pour leur indépendance. Il n'y a que dans les plantations du département de Moungo qu'elles fonctionnent car la zone a été moins touchée par les conflits armés ». Selon le directeur du GBPS Kompina-CDC : « les enfants arrivent à l'école sans équipement (cahiers d'exercices et manuels scolaires) » ; les parents pauvre peuvent être contraints d'envoyer leurs enfants travailler dans les plantations (comme l'ont montré certains reportages montrant en outre que certains de ces enfants ont dû eux-mêmes acheter leurs gants). En outre, au milieu des années 2010 par exemple plusieurs écoles situées à proximité des plantations ont été désertées par les enseignants en raison de conflits armés. Selon l'entreprise, en 2019, 9 759 enfants fréquentaient les écoles de la Socapalm, dans 32 villages, bénéficiant aussi de 9 centres de santé et dispensaires suivis par 6 médecins et 50 soignants.
Un dumping social est facilité par le quasi-monopole régional de quelques grands groupes ; et en 2019 le conflit séparatiste a justifié que la Cameroon Development Corporation (CDC), 1er employeur du pays supprime la moitié de ses 22 000 emplois. En 2017, un reportage fait par Le Monde, à la demande de la Socapalm elle-même, fait état de paiement à la tâche : 250 francs CFA (soit 38 centimes d'euros) versés aux femmes par sac de 35 kg, alors que les coupeurs, venus pour la plupart des montagnes pauvres du nord-ouest anglophone du pays, et sont payés au poids, par des sous-traitants. Selon Roland Latinne, interviewé pour cet article, plus que pour le salaire, « les gens travaillent pour nous parce qu'ils cherchent des soins médicaux et l'école pour leurs enfants », ajoutant : « D'ailleurs, s'il est nécessaire de recruter des coupeurs venus du nord-ouest du pays, c'est que les gens d'ici sont des « pêcheurs-chasseurs-cueilleurs, pas des cultivateurs. Sinon, on n'aurait pas eu les terres ». Selon le DG de Socapalm (M. Cornet), le salaire de base des employés de la Socapalm (38 000 francs CFA par mois, soit 58 €) est au-dessus du minimum légal (36 000 francs CFA), et des progrès ont été faits en termes de couverture médicale chez les travailleurs embauchés par les sous-traitants.
Vers 2020, dans la région, plus de 10 % des travailleurs (hommes et femmes) de l'agroindustrie sont des migrants pauvres venus d'autres régions du pays, situation qui exacerbe les tensions et conflits entre ethnies ou groupes liés au recrutement et au salaire.

#### Travail des enfants
En 2016, le magazine TV « Complément d'enquête » diffuse un reportage intitulé Vincent Bolloré, un ami qui vous veut du bien ?, diffusé le 07 avril, par France2. Dans la partie du reportage consacrée aux activités de Vincent Bolloré en Afrique, des images et témoignages montrent dans une plantation de la Socapalm des ouvriers sous-traitants, mal payés, travaillant à la tâche dans des conditions difficiles, décrochant des régimes de noix et des palmes en hauteur, sans équipement de protection individuel (EPI). Parmi les ouvriers interviewés, figurent deux jeunes mineurs, respectivement âgés de 16 ans et de 14 ans, le second expliquant qu'il devrait être à l'école, mais que sa famille est trop pauvre pour cela).

### Impacts environnementaux

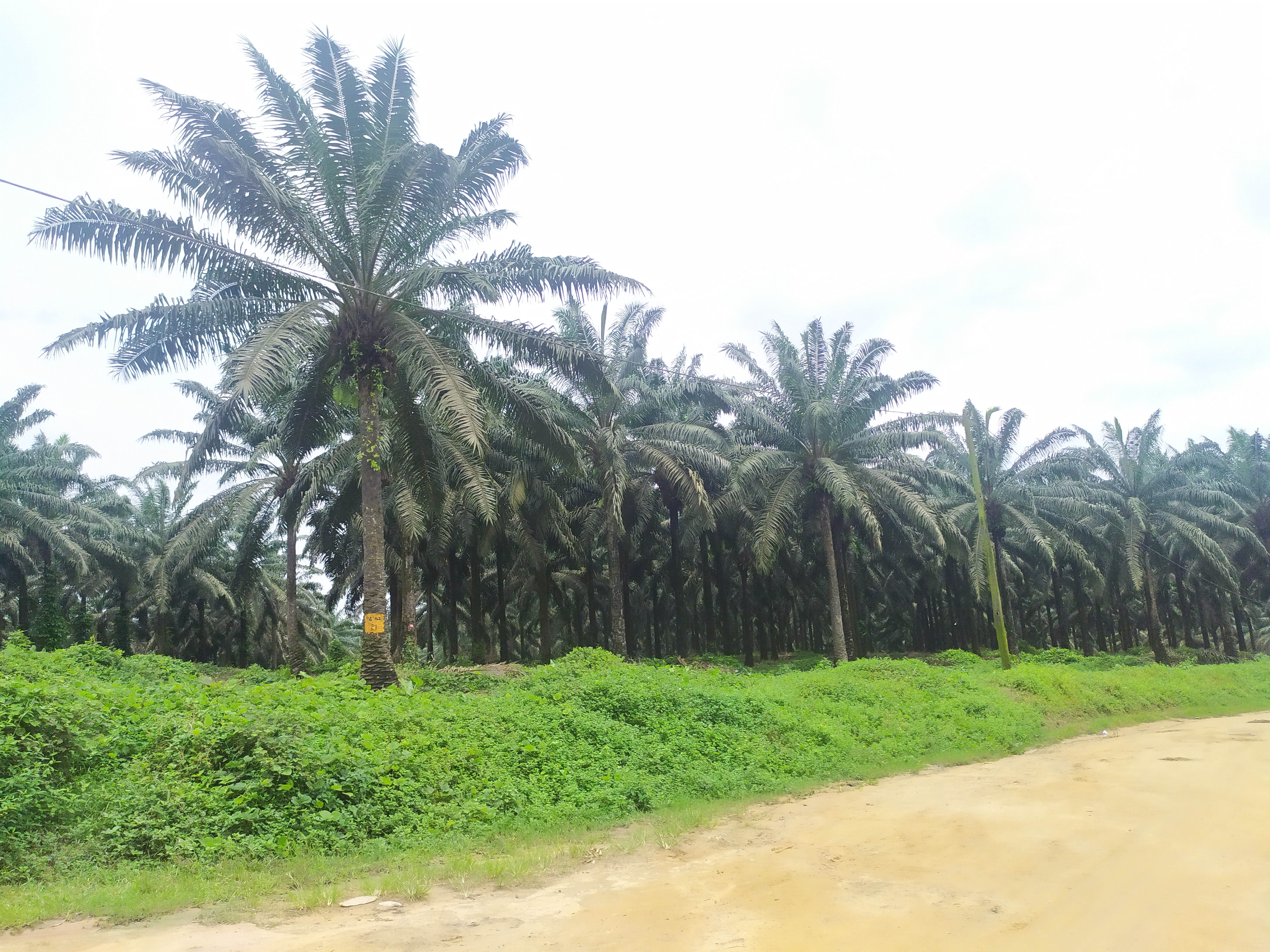
Plantation de la Socapalm à Dibombari

Un premier impact a été la déforestation de dizaines de milliers d'hectares, puis le remplacement de la forêt tropicale par une monoculture traitée par des engrais et pesticides chimiques.
Selon l'ONG Forets et Développement Rural (FODER) et d'autres, la SOCAPALM a aussi pollué l'au, l'air, les sols et les habitats naturels locaux et périphériques via des apports d'engrais et de pesticides, mais aussi des rejets de carburants et de lubrifiants lors de ses activités et travaux d'arrosage des pépinières, d'entretiens des plantations, de transport des fruits à huile, de gestion des déchets d'usine, de stockage d'hydrocarbures , etc.. Une étude récente faite dans la zone côtière de Kribi et de ses environs, où divers cours d'eau (rivières Ngoye, Abondé, Wamié, Nzami, Bidou, Nyé'été...) sont polluées par des rejets industriels venant des usines de la SOCAPALM et d'HEVECAM (et par des rejet ménagers) a constaté une phytoaccumulation de plomb, fer et zinc sur des herbacées communes (deux Poacées : Panicum maximum et Echinochloa colona), avec des effets délétères visibles en termes de longueur des tiges et de nombre de feuilles. Les rejets de la SOCOPALM dans ce secteur semblent très riche en fer, riche en plomb et l'eau est nettement acide (pH moyen du site est de 5,3 ± 1,33, ce qui aggrave considérablement la toxicité et la mobilité du plomb, ainsi que son caractère bio assimilable).
Ceci a conduit à la régression ou disparition de nombreuses espèces de faune, flore et fonge terrestres et aquatiques, ainsi qu'une perturbation des équilibres hydriques, au détriment des habitats naturels et des écosystèmes. Le traitement des déchets liquides par lagunage semble inadéquat car à l'origine d'odeurs nauséabondes, et par leurs fumées, certaines installations industrielles polluent l'air. Selon les statistiques du FODER liés par Roger & al en 2021 : 83 % des impacts de la SOCAPALM sur le milieu écologique sont désastreux.
Depuis 2008, Socapalm a engagé une rénovation de ses installations industrielles et de cultures, avec mise aux normes internationales des installations, traitement par lagunage des eaux de rejet, utilisation d'engrais naturel[réf. nécessaire].
Un programme environnemental et une refonte des procédures ont permis à 6 huileries de la Socapalm d'être en 2015 les premières d'Afrique à obtenir la certification ISO 14001, dans le cadre d'une démarche Hygiène, sécurité, environnement (HSE) lancée par le groupe en 2007. Mais un récent bilan scientifiquement étayé pour les régions de Fako et Moungo (publié en 2021) reste mitigé : Selon ses auteurs : tout comme pour le reste de l'agriculture de plantation agro-industrielle de nombreux pays du Sud et en particulier au Cameroun avec la Cameroon Development Corporation (CDC), les Plantations-du-Haut-Penja (PHP) et la Boh Plantations Limited (BPL), respectivement productrices de bananes, caoutchouc et thé, « l'impact de l'agriculture de plantation sur les communautés où elles ont été établies a été à la fois bénéfique et préjudiciable au développement de base, nécessitant des directives politiques pour en réduire l'impact négatif et améliorer le développement ».
Selon les riverains, et rapport de Greenpeace la Socapalm a procédé à des extensions des plantations en zones ripariennes et dans les bas-fonds, souvent associées à un drainage de zones humides. Ces zones étant à la fois cruciales pour les habitants (zones de culture extensive) et vitales pour la biodiversité (cycle de l'eau, réseau écologique, protection anti-érosive...), selon Greenpeace, elles auraient dû être classées et protégées comme étant à « haute valeur de conservation ». Ce type d'extension est interdit par les principes et critères d'écolabels de type FSC ou PEFC en forêt. Il est aussi interdit par le standard RSPO dit de procédure de plantation nouvelle (NPP). Cette règle a été proposée à l'Assemblée générale de la RSPO en novembre 2008, formalisé en mai 2009 puis approuvée par la RSPO en septembre 2009. Elle est en vigueur pour toutes les nouvelles plantations de palmiers à huile se prévalent de soutenabilité depuis le 1er janvier 2010. Elle « implique des évaluations à effectuer par les producteurs suivies d'une vérification par des organismes de certification (OC) avant tout nouveau développement de palmier à huile » (plantations nouvelles ou de régénération). C'est « un cadre pour le développement responsable de nouvelles terres en palmier à huile », spécifiquement créé pour « atténuer les impacts négatifs sur les zones à haute valeur de conservation (HVC), les forêts à haute teneur en carbone (HCS), les tourbières, les sols fragiles et marginaux, ainsi que pour défendre les droits des populations locales, y compris leurs droits sur les terres en cours d'aménagement ». Selon Socfin, en 2012, les agro-industries du Cameroun, soutenues par le gouvernement et le WWF s'efforcent de respecter les 8 principes et les 39 critères de la RSPO.

### Controverse et judiciarisation des débats
| Vidéo externe | |
|               | 145 Camerounais portent le groupe Bolloré en justice pour non-respect du droit environnemental 7 janv. 2022, France 24 |

Après la diffusion sur France Inter de deux reportages présentant une perspective critique sur les plantations gérée par la Socapalm à Kienké et à Dibombari, Vincent Bolloré et la SA Bolloré ont lancé des poursuites à l'encontre de Radio France. La première enquête, réalisée par le journaliste Benoît Collombat et diffusée en mars 2009 dans l'émission Interception, portait sur plusieurs secteurs d'activité du groupe Bolloré au Cameroun. Le volet des plantations de la Socapalm n'a pas été jugé diffamatoire par le tribunal de grande instance de Paris. L'autre, une interview accordée par la photographe Isabelle Alexandra Ricq et menée par Rebecca Manzoni dans son émission Eclectik du 12 septembre 2009, ne donnera finalement pas lieu à un jugement, le groupe Bolloré ayant retiré sa plainte deux semaines avant la date d'audience prévue.
Le 17 décembre 2010, l'entreprise a exercé un droit de réponse dans Le Monde diplomatique : Gilles Alix, directeur général du groupe Bolloré y rappelle que le Groupe n'est qu'actionnaire minoritaire de la Socapalm, et qu'il ne peut donc être tenu garant des conditions de travail des employés.
Le 27 mai 2019, une coalition d'ONG camerounaises et françaises a accusé le Groupe Bolloré devant le Tribunal judiciaire de Nanterre d'accaparement de terres (les plaignants parlent de 20 000 ha), de Pollution de l'eau par rejet direct de produits chimiques, et de non-redistribution équitable des richesses. Il n'a pas respecté « les engagements faits en 2013 auprès des travailleurs et des riverains de la Socapalm ». Selon le groupe Socapalm, on ne peut parler d'accaparement, car c'est l'État du Cameroun qui a permis un bail emphytéotique de 60 ans, pour 78 529 hectares au 30 juin 2000, la superficie au bail était de Pour diverses raisons dont, des occupations par des tiers, l'identification de terres non propices à la culture du palmier, l'emprise de routes, du chemin de fer et de lignes électriques, etc. ; il a été procédé à une révision du bail en 2005 et une surface de 20 785 ha a ainsi été restituée à l'État du Cameroun. À l'issue de cette opération la concession a donc été ramenée de 78 529 à 58 063 ha dont seulement 37 000 ha sont plantés et non 80 000 ha comme indiqué dans le reportage.
En 2020, un reportage de la RTBF a filmé les plantations de la Socapalm et dénonce le traitement infligé aux travailleurs sous-traitants qui n'ont aucun équipement de protection individuel (que ce soit pour la récolte ou pour l'utilisation de produits phytosanitaires) et vivent dans des maisons insalubres. Elle y a également filmé des travailleurs mineurs. La Socapalm dénonce le vol d'images, les propos de personnes hostiles et le caractère mensonger du reportage.

### Autres grands groupes agroindustriels du Cameroun
- Cameroon Development Corporation (CDC)
- Plantations-du-Haut-Penja (PHP)
- Boh Plantations Limited
- Safacam

### Vidéographie
- « Prix Albert-Londres 2017 - Vincent Bolloré, un ami qui vous veut du bien ? - 21 juillet 2016 » (consulté le 5 novembre 2021)